# Sobrio
Sobrio é uma comuna da Suíça, no Cantão Tessino, com cerca de 80 habitantes. Estende-se por uma área de 6,39 km², de densidade populacional de 13 hab/km². Confina com as seguintes comunas: Acquarossa, Bodio, Cavagnago, Giornico, Ludiano, Semione.
A língua oficial nesta comuna é o Italiano.